# Granice Łotwy

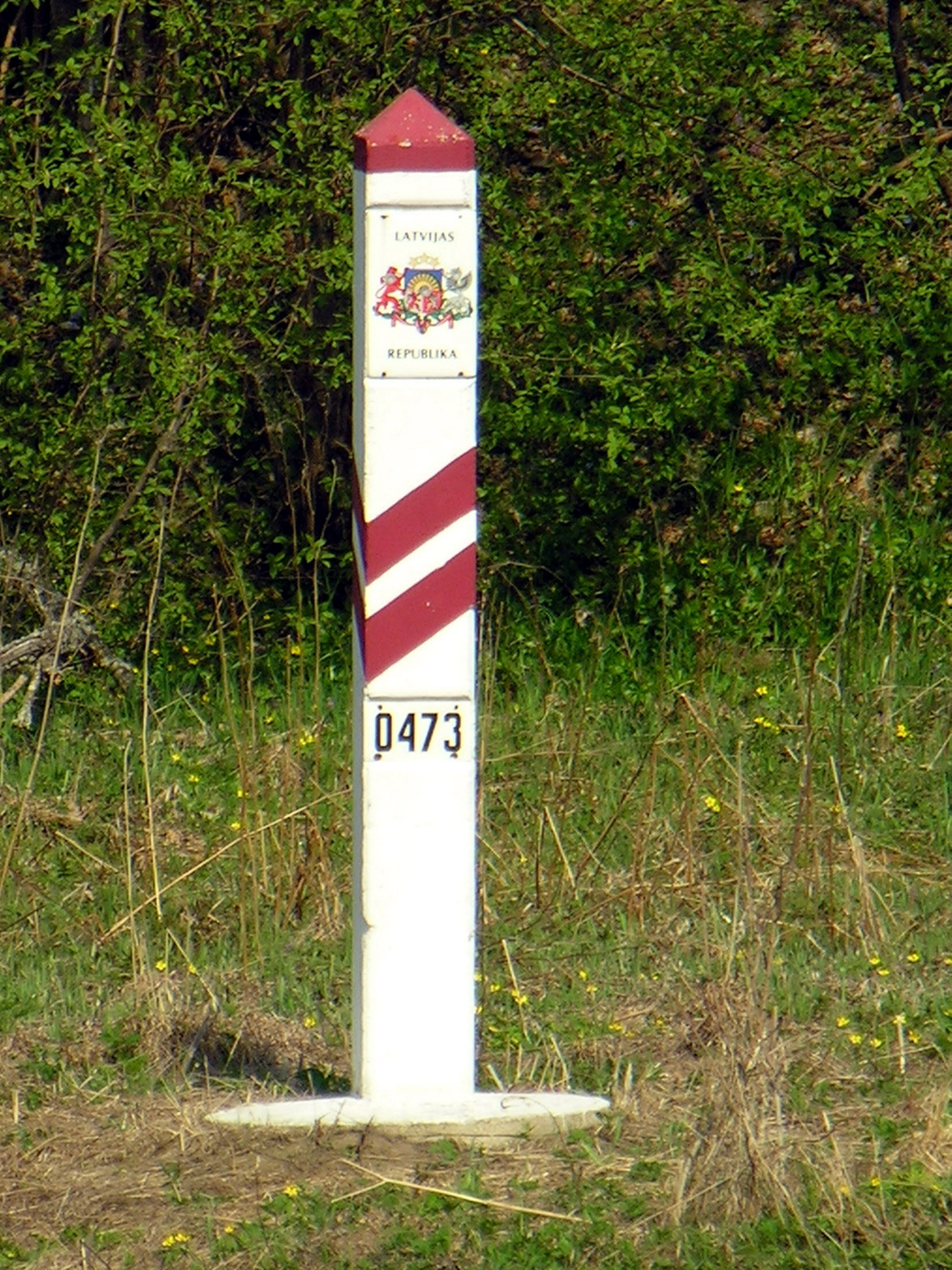
Znak graniczny

Granice Łotwy – granice państwowe Republiki Łotewskiej z krajami ościennymi.
Współcześnie Łotwa graniczy z czterema państwami, przy czym granice z Estonią (na północy) i Litwą (na południu) są wewnętrznymi granicami Unii Europejskiej oraz strefy Schengen, zaś granica z Białorusią i Rosją (na wschodzie) stanowią jednocześnie zewnętrzną granicę Unii. Granice kraju, poza jednym wyjątkiem, wytyczone zostały w okresie międzywojennym. W 1920 roku ustaliła się granica polsko–łotewska, a na mocy traktatu ryskiego zatwierdzona została granica ze Związkiem Radzieckim. Współcześnie dawna granica z Polską stanowi część granicy z Białorusią, zaś była granica łotewsko-radziecka rozdzielona została pomiędzy Białoruś i Rosję. Granice z Estonią i Litwą wyznaczono po 1920 roku na zasadzie etnicznej, jednak ta ostatnia swą historią sięga do średniowiecznej granicy Inflant i Wielkiego Księstwa Litewskiego.
Do jedynej, w praktyce, zmiany granic Łotwy doszło w 1944 roku, już po zajęciu Łotwy przez Związek Radziecki. Wówczas to z Łotewskiej SRR wydzielono część okręgu Abrene (obecnie Pytałowo) wraz z gminami Kacēni, Upmale, Linava, Purmale, Augšpils i Gauri, które to terytorium włączono jednocześnie do Rosyjskiej FSRR. Uważa się, że było to posunięcie nielegalne, bo sprzeciwiało się zarówno łotewsko-radzieckiemu traktatowi z 1920 roku, jak i ówczesnej konstytucji Rosyjskiej FSRR. Po rozpadzie ZSRR miasto Pytałowo wraz z okolicznymi miejscowościami pozostało w granicach Rosji. W związku z łotewskimi roszczeniami do spornego terytorium Rosja oficjalnie nie uznawała granicy z Łotwą. Stan taki utrzymywał się do 2007 roku, kiedy zmianie uległo stanowisko Rygi względem okręgu Abrene, a w efekcie Moskwa zagwarantowała wspólną granicę.
Obecnie Łotwa posiada granicę o łącznej długości 1836 km, w tym:
- granica morska 498 km,
- granica lądowa 1338 km, w tym z:
  -  Estonią 343 km,
  -  Rosją 246 km,
  -  Białorusią 161 km,
  -  Litwą 588 km.